# Colegio Alemán Alexander von Humboldt (Mexiko-Stadt)
Das Colegio Alemán Alexander von Humboldt ist eine 1894 von deutschen Einwanderern gegründete deutsche Schule im Ballungsraum von Mexiko-Stadt. Sie ist heute eine der größten deutschen Auslandsschulen weltweit. Namensgeber ist der deutsche Naturforscher Alexander von Humboldt.

## Ausbildungsangebot
Für die vorschulische bis hin zur gymnasialen Ausbildung der deutschen und mexikanischen Klientel verfügt die Institution neben dem Hauptcampus in Lomas Verdes, gelegen im Municipio Naucalpan de Juárez an der Grenze zu Mexiko-Stadt im Bundesstaat México, über eine 1977 gegründete Teilschule in Xochimilco im Süden von Mexiko-Stadt sowie über eine 2001 gegründete Grundschule mit Kindergarten in Cuajimalpa, die heute in La Herradura ihren Sitz hat. Hinzu kommt ein weiterer Kindergarten in Lomas de Chapultepec. Die Schule ist von der Secretaría de Educación Pública offiziell anerkannt. Es können die anerkannten deutschen und mexikanischen Bildungsabschlüsse erworben werden. Schüler, die die Ausbildung am zugehörigen Instituto Superior Mexicano – Alemán de Capacitación (ISMAC) absolvieren, erhalten nach Prüfung durch die Deutsch-Mexikanische Industrie- und Handelskammer (Cámara Mexicano-Alemana de Comercio e Industria – CAMEXA) einen in Deutschland, Europa und Mexiko anerkannten Abschluss als Dreisprachiger Industrie- oder Bürokaufmann.

## Geschichte

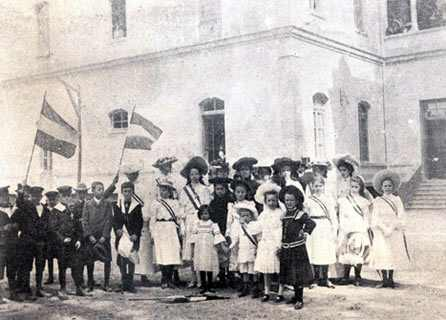
Schüler um 1903

Das ursprüngliche Schulgebäude befand sich in der Calle Canoa und diente zu Beginn der Ausbildung von 16 deutschstämmigen Schülern. Bereits zur Jahrhundertwende verzehnfachte sich die Schülerzahl fast.
1901 wurde der Schulförderverein gegründet. Zwei Jahre später wurde das neue Schulgebäude in der Calzada de la Piedad bezogen, und dieses 1918 wegen weiterem Schülerzuwachs mit einem Neubau erweitert. Nachdem die Schülerzahl weiter anwuchs, wurde 1938 mit dem Bau des Schulgebäudes in Tacubaya begonnen, das 1940 eingeweiht werden konnte. Während des Zweiten Weltkriegs wurde die Schule staatlich überwacht. Hinzu kamen in den Folgejahren zahlreiche Erweiterungen, unter anderem die Gründung der Außenstelle im Süden. Die Anerkennung als bikulturelle Schule erfolgte im Jahr 1982 durch ein Kulturabkommen zwischen den Regierungen Mexikos und der Bundesrepublik Deutschland. 1989 erfolgte der Neubau der beiden bestehenden Schulen und 2001 kam die dritte Zweigstelle hinzu.

## Förderung aus Bundesmitteln
Auslandslehrer am Colegio Alemán und die drei Schulen in Mexiko-Stadt werden durch das Bundesverwaltungsamt durch Prozessbegleitung und Zuwendungen gefördert und aus deutschen Bundesmitteln finanziert. Auslandslehrer am Colegio Alemán erhalten folgende Zuwendungen gemäß Schulortstufe 12 (von 20): Grundbetrag, Schulortzuwendung, Ehegattenzuwendung, Kinderzuwendung, Schulleiterzuwendung, Schulortkostenausgleich, Mietzuwendung.
Diese Bezahlung aus Bundesmitteln ermöglicht Auslandslehrern Zugang zu allen deutschen Sozialleistungen.

## Bekannte Schulangehörige
- Philipp W. Fabry (* 1927), ehemaliger Schulleiter (1986–1992)
- Jürgen Hahn (* 1950), ehemaliger deutscher Handballnationalspieler und Trainer in der Handball-Bundesliga

### Schüler
- Emilio Lozoya Thalmann (* 1948), Volkswirtschaftler und PRI-Politiker
- María Asunción Aramburuzabala (* 1963), Unternehmerin
- Hubertus Troska (* 1960), Vorstandsmitglied der Daimler AG
- Michael Wolfgang Drewes (* 1944), Architekt, Kunst- und Bauhistoriker sowie Komponist
- Rolando Villazón (* 1972), Opernsänger
- Patricia Espinosa Cantellano (* 1958), Generalsekretärin der Klimarahmenkonvention der Vereinten Nationen
- Francisco Martín Moreno, Schriftsteller
- Roxana Castillo Barousse, Opernsänger, Musiklehrerin